# 丹科沃农村居民点
丹科沃农村居民点（俄语：Данковское сельское поселение）是俄罗斯联邦沃罗涅日州卡希尔斯科耶区所属的一个农村居民点。其下辖有3个居民点，行政中心为丹科沃。据2016年统计，该农村居民点的人口为1465人。